# Langenfeld (Rheinland)
|  | For andre betydninger, se Langenfeld |
Langenfeld er en by i Tyskland i delstaten Nordrhein-Westfalen med omkring 60.000 indbyggere. Byen ligger i kreisen Mettmann mellem Düsseldorf og Köln. Langenfeld opstod fra de to steder Richrath og Reusrath, og fik byrettigheder i 1948.